# HMS Glory (R62)
«Глорі» (англ. HMS Glory (R62)) — британський легкий авіаносець часів Другої світової війни типу «Колоссус». Десятий корабель з такою назвою у складі ВМС Великої Британії.

## Історія створення
Авіаносець «Глорі» був закладений 27 серпня 1942 року на верфі Harland & Wolff. Спущений на воду 27 листопада 1943 року, вступив у стрій 2 квітня 1945 року.

## Історія служби
Авіаносець прибув на Філіппіни у серпні 1945 року. Після закінчення Другої світової війни до 1947 року ніс службу на Далекому Сході та в Індійському океані.
З жовтня 1947 року по серпень 1949 року авіаносець проходив ремонт та модернізацію в Девонпорті, під час якої на кораблі встановили радар 277Q та 16 одноствольних 40-мм зенітних гармат «Бофорс».
Протягом березня — вересня 1951 року авіаносець брав участь у Корейській війні. Літаки авіаносця здійснили 2892 вильоти на підтримку сухопутних військ, бомбардування транспортних об'єктів та каботажного судноплавства. Власні втрати становили 3 машини.
З січня по червень 1952 року авіаносець знову брав участь у бойових діях біля берегів Кореї. Його літаки здійснили 1943 бойові вильоти на підтримку сухопутних військ.
З листопада 1952 року по травень 1953 року авіаносець втретє взяв участь у бойових діях біля берегів Кореї. Його літаки здійснили 4834 вильоти для бомбардування об'єктів транспорту — мостів, колон вантажівок тощо.
У лютому 1954 року корабель повернувся до Англії. У 1956 році виведений в резерв, а у 1961 році проданий на злам.